# 562 (số)
562 (năm trăm sáu mươi hai)(số La Mã: DLXII)là một số tự nhiên ngay sau số 561 và ngay trước số 563.